# Jean-Martin Aussant
Pour les articles homonymes, voir Aussant.
Jean-Martin Aussant, né le 1er juin 1970 à Sorel, est un économiste, musicien et homme politique québécois. Il est élu député de la circonscription de Nicolet-Yamaska à l'Assemblée nationale du Québec sous la bannière du Parti québécois de 2008 à 2011, avant de quitter la formation politique en raison de son désaccord avec la direction du parti de Pauline Marois. Il fonde alors le parti souverainiste et progressiste Option nationale. Il en devient le chef jusqu'en 2013, puis se retire provisoirement de la vie politique pour des raisons familiales.
Après un bref séjour au Royaume-Uni où il travaille dans le domaine de la finance à Morgan Stanley Capital International, il revient au Québec en 2015 pour devenir directeur général du Chantier de l'économie sociale du Québec. Il procède également à une tournée de consultations publiques au sein du collectif Faut qu'on se parle, notamment aux côtés de Gabriel Nadeau-Dubois. Peu après la publication d'un essai politique intitulé La fin des exils, il annonce son retour en politique le 22 février 2018 en tant que conseiller du chef et de la vice-cheffe du Parti québécois,. À l'élection québécoise de 2018, il perd dans la circonscription de Pointe-aux-Trembles face à la candidate de la Coalition Avenir Québec, la mairesse de l'arrondissement Rivière-des-prairies/Pointe-aux-trembles, Chantal Rouleau.
Il est connu pour ses positions affirmées en faveur de la souveraineté du Québec, de la gratuité scolaire, de la réappropriation des ressources naturelles (« ce que personne n'a inventé appartient à tout le monde ») et de l'économie sociale, qu'il préfère appeler « entrepreneuriat collectif ».

## Biographie

### Formation et carrière
Jean-Martin Aussant acquiert une formation en piano classique au Collège Notre-Dame-de-l'Assomption à Nicolet. Ayant ensuite obtenu son diplôme d'études collégiales en sciences au Cégep de Trois-Rivières, il est diplômé en 1993 en administration des affaires et études en actuariat à l'Université Laval, incluant une année à la Aston Business School de Birmingham, en Angleterre. II complète également une maîtrise en sciences économiques à l'Université de Montréal en 1995. Il commence la même année un doctorat en analyse économique à l'Université autonome de Barcelone dans la région de la Catalogne en Espagne, mais met un terme à ses études doctorales en 1997 pour travailler comme consultant chez Barra International à Montréal.
Il travaille comme directeur de la recherche quantitative et gestionnaire de portefeuille à Addenda Capital de 1999 à 2003, puis devient vice-président chez Morgan Stanley Capital International, à Londres en Angleterre, de 2003 à 2005. Il revient alors au Québec où il est gestionnaire de portefeuille principal pour Investissements PSP pendant près de trois ans avant de devenir consultant en économie et finance en pratique privée. Après une implication en politique active de 5 ans, il quitte la vie politique en juin 2013 pour retourner à Londres, où il travaillera deux ans pour Morgan Stanley Capital International, son ancien employeur.
Lorsque est annoncé sa nomination à titre de directeur général du Chantier de l'économie sociale du Québec en 2015, il affirme que « l'entrepreneuriat collectif est l'un des trois piliers essentiels d'une économie équilibrée, avec les secteurs privé et gouvernemental. »
Il redevient consultant en économie et finance en pratique privée en octobre 2018, occupant notamment la direction générale de la Coop La Guilde, plus grande coopérative de développeurs de jeux vidéo indépendants au monde.

### Politique

#### Débuts au Parti québécois
Il commence sa carrière politique sous la bannière du Parti québécois et est élu député de la circonscription de Nicolet-Yamaska à l'Assemblée nationale du Québec lors de l'élection générale québécoise de 2008 à l'aide d'une faible majorité de 141 voix contre son adversaire libéral. Il devient alors porte-parole de l'opposition officielle en matière d'économie.
Vers juin 2011, une crise importante frappe le Parti québécois durant laquelle 6 députés quittent le parti alors que deux autres en sont expulsés, ébranlant le leadership de Pauline Marois. C'est durant cette période que Jean-Martin Aussant claque la porte du parti le 7 juin 2011 et demande à celle-ci de démissionner. Il critique la partisanerie et l'électoralisme du parti et déplore également que la cause souverainiste soit mise de côté par le Parti québécois, pourtant fondé en 1968 dans le but de faire du Québec un pays indépendant. Il siège dès lors comme député indépendant à l'Assemblée nationale.

#### Fondation d'Option nationale
Le 19 septembre 2011, il annonce la création du parti Option nationale, un parti souverainiste et progressiste qui fait de l'indépendance du Québec le cœur de sa raison d'être. Ayant Jean-Martin Aussant comme chef, le parti propose notamment la gratuité scolaire de la maternelle à l'université, la construction d'un monorail haute-vitesse reliant Québec à Montréal, la nationalisation des ressources naturelles, la création de la société d'État Pharma-Québec visant à réduire le coût des médicaments aux patients et une réforme du mode de scrutin pour y inclure une composante de proportionnalité. Dès son congrès de fondation, Option nationale se déclare être un parti ouvert à la collaboration, voire à la fusion avec d'autres partis en faveur de la souveraineté du Québec. Jean-Martin Aussant propose également des investitures multipartites grâce auxquelles les trois partis souverainistes (Parti québécois, Québec solidaire et Option nationale) pourraient faire front commun contre le Parti libéral sans diviser le vote souverainiste.
Le jeune parti obtient une certaine visibilité médiatique aux élections générales québécoises de 2012, notamment grâce au passage de Jean-Martin Aussant à l'émission télévisée Tout le monde en parle, à la campagne charismatique de la candidate Catherine Dorion et au soutien d'Option nationale à la gratuité scolaire, enjeu central de la grève étudiante de 2012 qui mobilise de nombreuses étudiantes et de nombreux étudiants, citoyennes et citoyens, à travers le Québec. Option nationale profite également de l'appui de taille de l'ancien premier ministre du Québec, Jacques Parizeau, ainsi que celui des députés Lisette Lapointe, Camil Bouchard et Pierre Curzi. On félicite Option nationale d'avoir su rallier de nombreux jeunes Québécois autour du projet souverainiste.
Aux élections générales québécoises de 2012, Option nationale obtient 1,88% du vote national. Jean-Martin Aussant, pour sa part, obtient 25,85% des voix dans la circonscription de Nicolet-Bécancour, arrivant deuxième derrière Donald Martel de la Coalition avenir Québec. 
Le 19 juin 2013, Jean-Martin Aussant annonce qu'il quitte la direction d'Option nationale pour des raisons familiales. Il déclare: «J'ai cru au départ qu'il serait possible, avec de la volonté et du travail, de mener les deux chantiers [la famille et la politique] de front. Je me rends compte aujourd'hui qu'il est pénible de continuer ces deux projets sans inévitablement en négliger un pour m'occuper de l'autre. Et trop souvent, c'est la famille qui tombe dans la première catégorie». Les militants du parti choisissent Sol Zanetti le 26 octobre 2013 pour lui succéder comme chef d'Option nationale. Jean-Martin Aussant, pour sa part, s'exile à Londres pour travailler dans le domaine de la finance.

#### Exil
À la suite de la démission de Pauline Marois de son poste de cheffe du Parti québécois en résultat de l'élection générale québécoise de 2014, Jean-Martin Aussant publie dans les pages du Devoir une lettre intitulée Si j'étais militant péquiste le 9 septembre 2014. Dans ce texte, il exhorte les candidats de la course à la chefferie du Parti québécois de 2015 à tenir un congrès de fondation auquel tous les souverainistes, tous partis confondus, seraient invités. De ce congrès "naîtrait un nouveau grand parti souverainiste avec des gens de tous les horizons." Il y réitère également l'importance de la réforme du mode de scrutin et celle de la gratuité scolaire, et déclare finalement: "Je m’inquiéterais certainement qu’on propose de repousser l’audace à un deuxième mandat alors qu’elle n’aura jamais autant de traction qu’en arrivant au pouvoir. Retarder l’audace, c’est ne pas en avoir. Reporter une urgence, c’est ne pas la reconnaître. Je crois fermement que les convictions assumées peuvent encore faire gagner des élections."
Jean-Martin Aussant rentre au Québec de son exil au Royaume-Uni peu après le décès de son ami Jacques Parizeau le 1er juin 2015. À ses funérailles, en larmes, il déclare: "S’il est une chose que son départ devrait amener, c’est la fin des exils, de tous les exils. Qu’ils soient géographiques ou intellectuels, il faut que chacun de nous participe à sa façon dans la construction de cette société pour laquelle il a tant travaillé." Il s'installe ainsi à Montréal avec sa famille et assume les responsabilités de directeur général du Chantier de l'économie sociale du Québec.

#### Faut qu'on se parle
En septembre 2016, il annonce aux côtés de Gabriel Nadeau-Dubois, Maïté Labrecque-Saganash, Claire Bolduc et Alain Vadeboncoeur le lancement d'une tournée nationale de consultation populaire, sous la forme d'assemblées de cuisine. Cette initiative porte le nom de Faut qu'on se parle et les thèmes abordés par celle-ci sont divers, incluant l'éducation, les soins de santé, le développement durable, l'inclusion des néo-Québécois et la souveraineté du Québec. Au terme de cette tournée, est publié en février 2017 un essai politique ayant pour titre Ne renonçons à rien, un texte qui fait la synthèse d'un projet démocrate, régionaliste, inclusif, féministe et nationaliste. 
Peu après cette publication, Gabriel Nadeau-Dubois est élu co-porte-parole de Québec solidaire sous la promesse de négocier une fusion entre son parti et Option nationale, l'ancien parti fondé par Jean-Martin Aussant. Cette fusion est entérinée par les membres des deux partis souverainistes en décembre 2017. Option nationale devient alors un collectif au sein de Québec solidaire qui conserve son nom mais adopte une nouvelle identité visuelle.

#### Retour au Parti québécois
Jean-Martin Aussant publie le 14 novembre 2017 un essai politique intitulé La fin des exils. Ce texte critique la démocratie occidentale sous sa forme actuelle et déplore l'exil de la politique comme vocation noble au profit de l'électoralisme, la partisanerie et le carriérisme. Il y critique sévèrement l'inégalité de la distribution des richesses et fait également un plaidoyer en faveur de l'indépendance politique du Québec.
Le 22 février 2018, il annonce son retour au Parti québécois aux côtés de son chef Jean-François Lisée et sa vice-cheffe Véronique Hivon. On lui confie le rôle de conseiller du chef et de la vice-cheffe ayant pour mandat de faire la conception et la promotion de l’indépendance. Il est également conseiller de l’opposition officielle sur les thèmes de la métropole et de l’entrepreneuriat. Le 15 avril 2018, il est officiellement investi à titre de candidat dans la circonscription de Pointe-aux-Trembles avec l'appui de 64% des militants péquistes, mais il est défait par la candidate de la Coalition Avenir Québec à l'élection générale d'automne 2018.

## Publications
- Opération urnes (par Vincens et Tedo). 2018. Québec: Septentrion. (Préface)
- La fin des exils. 2017. Montréal: Atelier 10.
- Rééquilibrer la société (par Henry Mintzberg). 2016. Montréal: Somme toute. (Préface)
- Ne renonçons à rien. 2017. Montréal: Lux éditeur. (Collectif d'auteurs)
- Notre indépendance. 2012. Montréal: Stanké. (Collectif d'auteurs)

## Résultats électoraux
|                                                                                               | Nom                 | Parti              | Nombre de voix | %      | Maj.  |
| --------------------------------------------------------------------------------------------- | ------------------- | ------------------ | -------------- | ------ | ----- |
|                                                                                               | Chantal Rouleau     | Coalition avenir   | 10 579         | 39 %   | 1 834 |
|                                                                                               | Jean-Martin Aussant | Parti québécois    | 8 745          | 32,2 % | -     |
|                                                                                               | Céline Pereira      | Québec solidaire   | 4 036          | 14,9 % | -     |
|                                                                                               | Eric Ouellette      | Libéral            | 3 410          | 12,6 % | -     |
|                                                                                               | Pierre Surette      | Bloc pot           | 218            | 0,8 %  | -     |
|                                                                                               | Louis Chandonnet    | Équipe autonomiste | 89             | 0,3 %  | -     |
|                                                                                               | Geneviève Royer     | Marxiste-léniniste | 79             | 0,3 %  | -     |
| Total                                                                                         | Total               | Total              | 27 156         | 100 %  |       |
| Le taux de participation lors de l'élection était de 67,4 % et 592 bulletins ont été rejetés. |                     |                    |                |        |       |

|                                                                                               | Nom                           | Parti            | Nombre de voix | %      | Maj.  |
| --------------------------------------------------------------------------------------------- | ----------------------------- | ---------------- | -------------- | ------ | ----- |
|                                                                                               | Donald Martel                 | Coalition avenir | 9 745          | 32 %   | 1 876 |
|                                                                                               | Jean-Martin Aussant (sortant) | Option nationale | 7 869          | 25,8 % | -     |
|                                                                                               | Marc Descôteaux               | Libéral          | 6 840          | 22,5 % | -     |
|                                                                                               | Gilles Mayrand                | Parti québécois  | 5 644          | 18,5 % | -     |
|                                                                                               | Mathieu Benoit                | Conservateur     | 348            | 1,1 %  | -     |
| Total                                                                                         | Total                         | Total            | 30 446         | 100 %  |       |
| Le taux de participation lors de l'élection était de 78,6 % et 450 bulletins ont été rejetés. |                               |                  |                |        |       |

|                                                                                               | Nom                   | Parti               | Nombre de voix | %      | Maj. |
| --------------------------------------------------------------------------------------------- | --------------------- | ------------------- | -------------- | ------ | ---- |
|                                                                                               | Jean-Martin Aussant   | Parti québécois     | 8 131          | 35,2 % | 175  |
|                                                                                               | Mario Landry          | Libéral             | 7 956          | 34,5 % | -    |
|                                                                                               | Éric Dorion (sortant) | Action démocratique | 6 044          | 26,2 % | -    |
|                                                                                               | Marianne Mathis       | Québec solidaire    | 940            | 4,1 %  | -    |
| Total                                                                                         | Total                 | Total               | 23 071         | 100 %  |      |
| Le taux de participation lors de l'élection était de 67,4 % et 438 bulletins ont été rejetés. |                       |                     |                |        |      |